# أسامة جلال
أسامة جلال (17 سبتمبر 1997) لاعب كرة قدم مصري، ويلعب حاليًا في ناديالأهرام (بيراميدز) في مركز الدفاع. لعب في المنتخب المصري الأولمبي.